# سرخرگ لاله‌گوشی پسین
شریان لاله گوشی پسین یا پستریور اوریکولار (انگلیسی: posterior auricular) یکی دیگر از شریان هایی است که از قسمت خلفی شریان کاروتید خارجی (External carotid) جدا می شود. این شریان پس از جدا شدن از کاروتید خارجی در بالای بطن خلفی عضله دو بطنی (digastric)، از زاویه بین مندیبل (mandible) و ماستوئید (mastoid) عبور می کند تا به پشت گوش برسد.

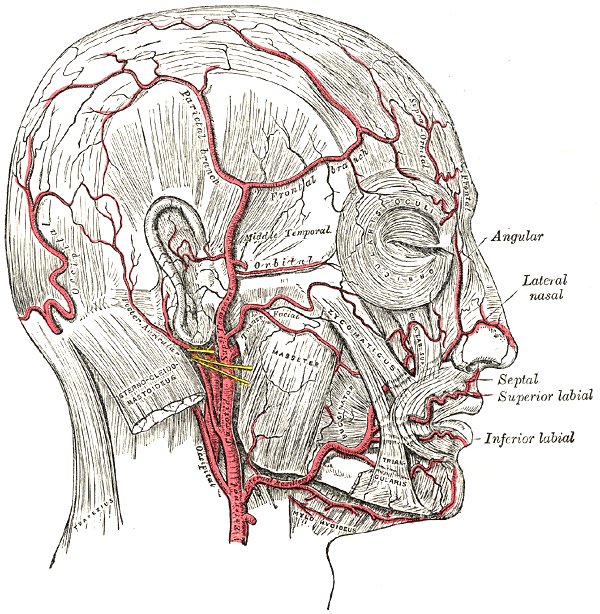
شریان های صورت

این شریان در خونرسانی لاله گوش و مجرای گوش نقش دارد.

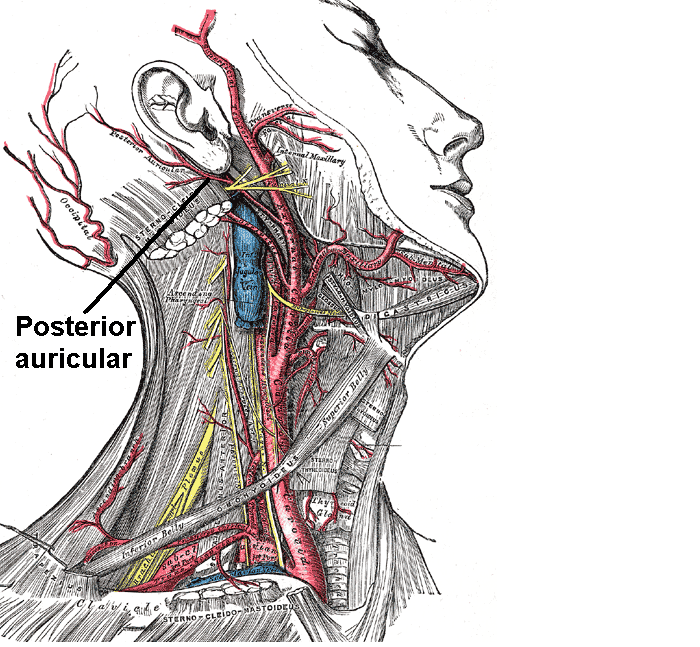
شریان لاله گوشی پسین یا پستریور اوریکولار (posterior auricular) در این تصویر مشخص شده است.

1. ↑  چاپ ۲۰ام آناتومی گری (۱۹۱۸) است که در مالکیت عمومی قرار دارد.